# すっぴんDNA
『すっぴんDNA』（すっぴんディーエヌエー）は、1997年10月2日から1998年9月30日まで日本テレビ系列局で放送された中京テレビ製作のバラエティ番組。

## 概要
松方弘樹が手加減無しに突きつける困難な課題をこなすべく、新人女優やグラビアアイドルたちが力を合わせてそれに取り組む様子をドキュメンタリータッチに仕上げていた深夜番組である。彼女たちは番組内で「すっぴんチャレンジャー」と呼ばれていた。
松方がすっぴんチャレンジャーたちに突きつけていた課題は、「極上の手作りの塩を作ってこい」
「流鏑馬に挑戦しろ」「生きたサメを釣ってサメ皮のおろし板を作ってきて」などといった限られた時間内で達成させるには非常に辛いものばかりだった。自衛隊への体験入隊をする回もあった。松方曰く「若い人にも頑張った後の感動を味わってほしいから心を鬼にして言っている」とのことであったが、当のすっぴんチャレンジャーたちはその課題を達成させるために日本全国を奔走せねばならず、加えて現地では過酷な作業を体験しなければならなかった。番組が掲げていたテーマ自体はこのように結構ハードなものであったが、その一方で彼女たちが作業の過程とは何の脈絡もなくビキニ姿になったりと、深夜番組らしいお色気の要素も含んでいた。
なお、松方は他のスタジオ出演者たちとともにロケVTRを見てその感想を述べる役割も兼任していたが、涙もろい松方はすっぴんチャレンジャーたちがロケを通じて成長していく様子を見ては涙ぐんでいた。

## 放送時間
いずれもJST。
- 木曜 24:50 - 25:20 （1997年10月 - 1998年3月） - 初回のみ15分遅れで放送。
- 水曜 24:50 - 25:20 （1998年4月 - 1998年9月）

## 出演者
- 松方弘樹 - ご意見番を担当。
- さとう珠緒 - 司会を担当。
- 久本雅美 - 隔週出演。柴田と交互に出演するという形だった。
- 柴田理恵 - 隔週出演。久本と交互に出演するという形だった。
- すっぴんチャレンジャー - 松方から出された課題に取り組む新人女優やグラビアアイドルたち。

## スタッフ
- 演出 - 伊豫田祐司、小林ユージ
- プロデューサー - 安部田公彦
- 制作協力 - IVSテレビ制作
- 制作著作 - 中京テレビ

## エンディングテーマ
- ふたり彩の空（野辺剛正）
- Voice in blue （pee-ka-boo）
- time go around （RAMAR）

## 関連書籍
- すっぴんファイル カノ女たちのピュアな挑戦（1998年8月31日発売、著者 - すっぴんDNAスタッフ、編集 - 中京テレビ、発行 - いれぶん出版、ISBN 978-4870840508）